# Обелиск Муссолини
Обели́ск Муссоли́ни (итал. Mussolini-Obelisk или итал. Mussolini-Monolith) — монолит из каррарского мрамора, расположенный в центре Итальянского форума в Риме. Его вес составляет 300 т, высота — 17,4 м. По замыслу Бенито Муссолини, обелиск должен был стать не просто памятником, а символом государства и начала эры фашизма.

## Описание
Обелиск расположен на Итальянском форуме — монументальном спортивном комплексе Рима, возведённом в 1928—1938 годах. Форум использовался для привлечения к занятию спортом членов в молодёжной организации фашистской партии Opera Nazionale Balilla. Как и многие другие построения на форуме, обелиск сделан из каррарского мрамора и опирается на классические модели построения.
Добывать мрамор для строительства монолита в Апуанских Альпах, расположенных в Карраре, начали в 1928 году. Транспортировка горной породы общим весом 300 т была осуществлена с помощью специального метода перемещения мраморных глыб на бревенчатых катках. В ней были задействованы 50 человек. Строительство продолжалось 8 месяцев. На обелиске имеется надпись MVSSOLINI DVX (Муссолини дуче).
В 2006 году была проведена реставрация обелиска, стоившая 2,2 млн евро.